# Riverdale Nord
Pour les articles homonymes, voir Riverdale et Nord.
Circonscription électorale territoriale du Canada
Riverdale Nord est une circonscription électorale territoriale du Yukon au (Canada).
L'actuel député territoriale est Nils Clarke du Parti libéral du Yukon.

## Liste des députés
|  | 1978 - 1982     | Chris Pearson | Progressiste-Conservateur |
|  | 1982 - 1985     | Chris Pearson | Progressiste-Conservateur |
|  | 1985 - 1989     | Doug Phillips | Progressiste-Conservateur |
|  | 1989 - 1992     | Doug Phillips | Progressiste-Conservateur |
|  | Parti du Yukon  | Doug Phillips |                           |
|  | 1992 - 1996     | Doug Phillips |                           |
|  | 1996 - 2000     | Doug Phillips |                           |
|  | 2000 - 2002     | Dale Eftoda   | Libéraux                  |
|  | 2002 - 2006     | Ted Staffen   | Parti du Yukon            |
|  | 2006 - 2011     | Ted Staffen   | Parti du Yukon            |
|  | 2011 - 2016     | Scott Kent    | Parti du Yukon            |
|  | 2016 - 2021     | Nils Clarke   | Libéraux                  |
|  | 2021 - en cours | Nils Clarke   | Libéraux                  |

Légende : Le nom en gras signifie que la personne a été chef d'un parti politique.

## Résultats des Élections
| Élections générales yukonnaises de 2011 | Élections générales yukonnaises de 2011 | Élections générales yukonnaises de 2011 | Élections générales yukonnaises de 2011 |
| Candidat                                | Candidat                                | Parti                                   | # de voix                               |
| --------------------------------------- | --------------------------------------- | --------------------------------------- | --------------------------------------- |
|                                         | Scott Kent                              | Parti du Yukon                          | 366                                     |
|                                         | Peter Lesniak                           | Néo-Démocrate                           | 296                                     |
|                                         | Christie Richardson                     | Libéraux                                | 289                                     |
|                                         | Kristina Calhoun (en)                   | Verteur                                 | 35                                      |
| Total                                   | Total                                   | Total                                   | 986                                     |